# Oenothera stricta subsp. stricta
Oenothera stricta subsp. stricta é uma subespécie de planta com flor pertencente à família Onagraceae. 
A autoridade científica da subespécie é Ledeb. ex Link, tendo sido publicada em Enum. Hort. Berol. Alt. 1: 377 (1821).

## Portugal
Trata-se de uma subespécie presente no território português, nomeadamente em Portugal Continental, no Arquipélago dos Açores e no Arquipélago da Madeira.
Em termos de naturalidade é introduzida nas três regiões atrás indicadas.

## Protecção
Não se encontra protegida por legislação portuguesa ou da Comunidade Europeia.